# Ceiba rubriflora
Ceiba rubriflora är en malvaväxtart som beskrevs av Carv.-sobr. och L.P.Queiroz. Ceiba rubriflora ingår i släktet Ceiba och familjen malvaväxter. Inga underarter finns listade i Catalogue of Life.